# Neivamyrmex agilis
Neivamyrmex agilis é uma espécie de formiga do gênero Neivamyrmex.